# Лебедев, Сергей Константинович
Серге́й Константи́нович Ле́бедев (род. 1956) — советский и российский историк. Доктор исторических наук.

## Биография
Окончил исторический факультет ЛГУ (1982) и аспирантуру при Ленинградском отделении Института истории СССР (ныне — Санкт-Петербургский институт истории РАН). Под руководством Б. В. Ананьича в 1988 году защитил кандидатскую диссертацию «Иностранные капиталы Петербургского международного коммерческого банка в 80-х — начала 90-х гг. XIX в.». Доцент (2001). Докторская диссертация: «С.-Петербургский международный коммерческий банк во второй половине XIX в.: европейские и русские связи» (СПб. Институт истории РАН, 2004).
Является ведущим научным сотрудником СПбИИ РАН. Сфера научных интересов: история России, экономическая история XVIII—XX веков. Входит в состав редколлегии сборника «Вспомогательные исторические дисциплины»
Супруга — историк В. Г. Вовина-Лебедева (род. 1961); двое сыновей.

## Основные работы

### Монографии
- Петербург. История банков (в соавт. с Б. В. Ананьичем, С. Г. Беляевым, З. В. Дмитриевой, П. В. Лизуновым, В. В. Морозаном). — СПб: Третье тысячелетие, 2001. — 304 с. ISBN 5-88325-048-3
- С.-Петербургский международный коммерческий банк во второй половине XIX в.: европейские и русские связи. — М.: РОССПЭН, 2003. — 528 с. — (Серия «Экономическая история»). ISBN 5-8243-0456-4 Тираж 1000 экз.[1] Автор книги удостоен Макарьевской премии (третья премия) 2005 года[2].
- Кредит и банки в России до начала XX в.: Санкт-Петербург и Москва (в соавт. с Б. В. Ананьичем, М. И. Арефьевой, С. Г. Беляевым, А. В. Бугровым, М. М. Дадыкиной, О. В. Драган, З. В. Дмитриевой, П. В. Лизуновым, В. В. Морозаном, Ю. А. Петровым, С. А. Саломатиной). — СПб: Изд-во СПбГУ, 2005. — 667 с. ISBN 5-288-03865-1

### Отдельные статьи
- Контора придворных банкиров в России и европейские денежные рынки (1798—1811 гг.) // Проблемы социально-экономической истории России. — СПб., 1991. — С. 125—147. (в соавт. с Б. В. Ананьичем);
- Немцы и С.-Петербургский Международный коммерческий банк // Русско-немецкие контакты в биографии С.-Петербурга. Вып. 1. — СПб.: 1992. — С. 10—11.
- Боровой С. Я. (1903—1989) // Отечественная история. 1994. — № 3. — С. 161—169. (совм. с Р. Ш. Ганелиным, Я. С. Лурье, А. Г. Тартаковским).
- Алексей Фролович Филиппов: литератор, банкир и чекист // Из глубины времен. — Вып. 10. — СПб., 1998. — С. 153—171.
- Европейская деловая культура, кредит и банки в Петербурге // Предпринимательство и городская культура в России. 1861—1914: сборник. / Сост.: У. Брумфилд, Б. Ананьич, Ю. Петров.. — М.: Три квадрата, 2002. — С. 31—51. — (Учебник для вузов). — 1000 экз. — ISBN 5-94607-011-8.
- Б. Д. Бруцкус и ГПУ о деле 1922 г. (некоторые материалы к аресту и высылке) // История глазами историков: Межвузовский сб. науч. тр. — СПб.: СПбГАУ, 2002. — С. 282—292.